# Col Loup Loup
Pour les articles homonymes, voir Loup (homonymie).
Le col Loup Loup, ou Loup Loup Pass en anglais, est un col de montagne des North Cascades situé dans le Nord de l'État de Washington, aux États-Unis. Ce col routier est franchi par la Washington State Route 20 dans le comté d'Okanogan entre Twisp à l'ouest et Okanogan à l'est. Il est en outre situé en bordure de la forêt nationale d'Okanogan.